# Quận Chisago, Minnesota
Quận Chisago là một quận Minnesota, Hoa Kỳ. Quận lỵ đóng ở Center City 6. Theo điều tra dân số năm 2000 của Cục Thống kê Dân số Hoa Kỳ, quận có dân số 41.101 người 2.

## Địa lý
Theo Cục Thống kê Dân số Hoa Kỳ, quận có diện tích tổng cộng 1146 km2, trong đó có 64 km2 là diện tích mặt nước.